# Cremnops malayensis
Cremnops malayensis är en stekelart som beskrevs av Bhat 1979. Cremnops malayensis ingår i släktet Cremnops och familjen bracksteklar. Inga underarter finns listade i Catalogue of Life.